# Lotopa

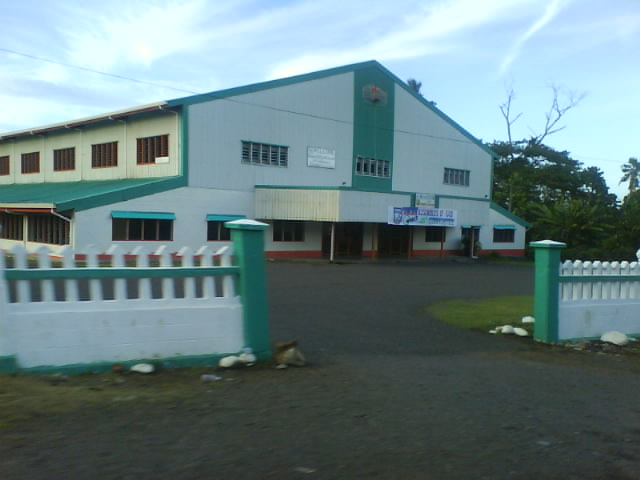
Kirchengebäude der Assembly of God Church (2008)

Lotopa ist ein Dorf auf der Insel Upolu in Samoa. Der Ort liegt an der Nordküste der Insel im Distrikt Tuamasaga und im Umkreis der Hauptstadt Apia. 2016 hatte der Ort 1573 Einwohner.

## Geographie
Der Ort liegt südlich des Stadtzentrums zwischen Tulaele, Pesega, Alamagoto und Faleata.